# Keith McCord
Keith Rennae McCord (Birmingham, 22 giugno 1957) è un ex cestista statunitense con cittadinanza svizzera, professionista nella NBA.

## Carriera
Venne selezionato dai Philadelphia 76ers al decimo giro del Draft NBA 1979 (198ª scelta assoluta).